# Вишневецкий, Александр Александрович
Алекса́ндр Алекса́ндрович Вишневе́цкий (1543 — 3 апреля 1577) — западнорусский князь, политический и военный деятель Речи Посполитой, дворянин королевский (1570), младший сын наместника речицкого, князя Александра Михайловича Вишневецкого.

## Биография
Происходил из богатого и знатного княжеского рода князей Вишневецких. После смерти в 1555 году своего отца Александра Михайловича Вишневецкого князь Александр унаследовал часть отцовских владений. Стремился расширить свои владения на Волыни и вел успешную борьбу со своими соседями — шляхтичами Еловицкими. В период с 1558 по 1564 год князья Михаил и Александр Александровичи Вишневецкие захватили часть владений Еловицких, где основали четыре села.
Позднее князь Александр Александрович Вишневецкий попытался обзавестись землями на Левобережной Украине. Король Речи Посполитой Сигизмунд II Август утвердил за князем Александром Вишневецким право на пустующие земли между реками Удай и Сула. Позднее польские короли Генрих Анжуйский и Стефан Баторий утвердили за князем Александром Вишневецким его новые приобретения на левом берегу р. Днепра.
В 1569 году Александр Вишневецкий поддержал подписание Люблинской унии между Польским королевством и Великим княжеством Литовским. В следующем 1570 году получил должность королевского дворянина. Князья Вишневецкие получили во владение земли в Речицком старостве и на Гомельщине. Во время Ливонской войны князь Александр Вишневецкий руководил защитой украинских земель от нападений московских воевод.
3 апреля 1577 года князь Александр Александрович Вишневецкий скончался и был похоронен в Киево-Печерской лавре.

## Семья
Был женат на Александре Андреевне Капусте (ум. 1603), дочери каштеляна брацлавского и старосты овруцкого князя Андрея Капусты. Дети: Адам Александрович Вишневецкий (1566—1622) и Ева Александровна Вишневецкая (ум. 1617/1618), жена князя Петра Збаражского.